# Orestis Karnezis
Orestis Karnezis (gr. Ορέστης Καρνέζης, ur. 11 lipca 1985 w Atenach) – piłkarz grecki grający na pozycji bramkarza we francuskim klubie Lille OSC.

## Kariera
Karnezis karierę rozpoczynał w klubie OFI 1925, skąd w 2007 roku przeniósł się do Panathinaikosu. W sezonie 2011/12 stał się podstawowym bramkarzem drużyny. Ponadto został wybrany najlepszym bramkarzem w Grecji. Jego dobre występy spowodowały, że został powołany do kadry narodowej. W 2013 roku podpisał 5-letni kontrakt z Udinese Calcio. W sezonie 2013/14 został wypożyczony do Granady, gdzie zadebiutował 4 stycznia 2014 roku. Po powrocie z wypożyczenia został pierwszym bramkarzem włoskiej drużyny. W sezonie 2017/18 został wypożyczony do angielskiego klubu Watford.

## Reprezentacja
W reprezentacji Grecji zadebiutował 29 lutego 2012 roku w towarzyskim meczu z Belgią. W 2014 roku został powołany na mistrzostwa świata w Brazylii.

## Sukcesy

### Klubowe
Panathinaikos
- Mistrzostwo Grecji (1x): 2009/2010
- Puchar Grecji (1x): 2010

Lille OSC
- Mistrzostwo Francji (1x): 2020/2021

### Indywidualne
- Najlepszy bramkarz w Grecji: 2011/2012